# La Ladrillera, Tlalmanalco
La Ladrillera är en ort i Mexiko, tillhörande kommunen Tlalmanalco i delstaten Mexiko. La Ladrillera ligger i den centrala delen av landet och tillhör Mexico Citys storstadsområde. Orten hade 484 invånare vid folkräkningen 2010.